# Saint-Médard (Deux-Sèvres)
 Saint-Médard  es una población y comuna francesa, situada en la región de Poitou-Charentes, departamento de Deux-Sèvres, en el distrito de Niort y cantón de Celles-sur-Belle.

## Demografía
| 131 | 109 | 109 | 110 | 113 | 112 |
| Para los censos de 1962 a 1999 la población legal corresponde a la población sin duplicidades (Fuente: INSEE [Consultar]) |     |     |     |     |     |